# تروگستاد
تروگستاد (به لاتین: Trøgstad) یک سکونتگاه مسکونی در نروژ است که در اوستفولد واقع شده‌است.

## خصوصیات
تروگستاد ۲۰۴ کیلومترمربع مساحت و ۴٬۹۵۳ نفر جمعیت دارد.